# Drinska divizija (Kraljevina Jugoslavija)
Drinska divizija je bila pehotna divizija Vojske Kraljevine Jugoslavije, ki je bila uničena med aprilsko vojno.
Divizijski štab je bil nastanjen v Valjevu.

## Organizacija
1. september 1939
- štab (Valjevo)

- 5. pehotni polk (Valjevo)
- 6. pehotni polk (Bijeljina)
- 17. pehotni polk (Vinkovci)
- 1. samostojni artilerijski divizion (Valjevo)
- 17. artilerijski polk (Valjevo)